# Ecuación de Borda-Carnot
En dinámica de fluidos, la ecuación de Borda-Carnot es una descripción  empírica de las pérdidas de energía mecánica del fluido debido a una expansión repentina del conducto por el que discurre dicho fluido. Describe cómo se reduce la energía total debido a las pérdidas. Esto contrasta con el principio de Bernoulli para el flujo sin disipación —sin pérdidas irreversibles—, donde la altura total es una constante a lo largo de una línea de corriente. La ecuación lleva el nombre de Jean-Charles de Borda (1733–1799) y Lazare Carnot (1753–1823).
Esta ecuación se usa tanto para flujo de canal abierto como para flujos de tubería. En las partes del flujo donde las pérdidas de energía irreversibles son insignificantes, se puede usar el principio de Bernoulli.

## Formulación
La ecuación de Borda-Carnot es:
| Símbolo                  | Nombre                                           | Unidad  | Fórmula                                          |
| ------------------------ | ------------------------------------------------ | ------- | ------------------------------------------------ |
| {\displaystyle \Delta E} | Pérdida de energía mecánica del fluido           | J / m3  |                                                  |
| {\displaystyle \xi }     | Coeficiente de pérdida empírico                  |         | {\displaystyle 0\eqslantless \xi \eqslantless 1} |
| {\displaystyle \rho }    | Densidad del fluido                              | kg / m3 |                                                  |
| {\displaystyle u_{1}}    | Velocidad media de flujo antes de la expansión   | m / s   |                                                  |
| {\displaystyle u_{2}}    | Velocidad media de flujo después de la expansión | m / s   |                                                  |

En caso de una expansión abrupta y amplia, el coeficiente de pérdida es igual a uno. En otros casos, el coeficiente de pérdida debe determinarse por otros medios, con mayor frecuencia a partir de  fórmulas empíricas, es decir, basadas en datos obtenidos por experimentos. La ecuación de pérdida de Borda-Carnot solo es válida para disminuir la velocidad, v1 > v2 , de lo contrario, la pérdida ΔE es cero; sin trabajo mecánico mediante  fuerzas externas adicionales, no puede haber una ganancia en la energía mecánica del fluido.
El coeficiente de pérdida ξ puede verse influido por la racionalización. Por ejemplo, en el caso de una expansión de tubería, el uso de un  difusor de expansión gradual puede reducir las pérdidas de energía mecánica.

## Relación con la pérdida total y el principio de Bernoulli
La ecuación de Borda-Carnot da la disminución en la constante de la ecuación de Bernoulli. Para un flujo  incompresible, resultada que  para dos posiciones definidas tales como la posición 1 y la 2, con la posición 2 en sentido descendente a la 1, a lo largo de una línea de corriente:
{\displaystyle p_{1}\,+\,{\scriptstyle {\frac {1}{2}}}\,\rho \,v_{1}^{2}\,+\,\rho \,g\,z_{1}\,=\,p_{2}\,+\,{\scriptstyle {\frac {1}{2}}}\,\rho \,v_{2}^{2}\,+\,\rho \,g\,z_{2}\,+\,\Delta E,}
siendo
- p1 y p2 l presión en los puntos 1 y 2, respectivamente,
- z1 y z2 la elevación vertical, por encima de algún nivel de referencia, de las partículas 1 y 2 de fluido, y
- g the  aceleración gravitacional.

Los primeros tres términos, a cada lado del signo igual, son respectivamente la presión, la cantidad de energía cinética del fluido y la de energía potencial debido a la gravedad. Como se puede ver, la presión actúa efectivamente como una forma de energía potencial.
En el caso de flujos de tuberías a alta presión, cuando se pueden ignorar los efectos gravitacionales, ΔE es igual a la pérdida Δ(p+½ρv2):
{\displaystyle \Delta E\,=\,\Delta \left(p\,+\,{\scriptstyle {\frac {1}{2}}}\,\rho \,v^{2}\right).}
Para flujos de canales abiertos, ΔE está relacionado con la pérdida de carga total ΔH como:
{\displaystyle \Delta E\,=\,\rho \,g\,\Delta H,} with H the total head: {\displaystyle H\,=\,h\,+\,{\frac {v^{2}}{2g}},}
donde h es el salto hidráulico, es decir, la elevación de superficie libre sobre un dato de referencia:
h = z + p/(ρg).

## Ejemplos

### Expansión repentina de un tubo

A sudden flow expansion

La ecuación de Borda-Carnot se aplica al flujo a través de una expansión repentina de un tubo horizontal. En la sección transversal 1, la velocidad de flujo media es igual a v1, la presión es p1 y el área de la sección transversal es A1. Las cantidades de flujo correspondientes en la sección transversal 2 - muy por detrás de la expansión (y las regiones de flujo separado ) - son v2 , p2 y A1, respectivamente. En la expansión, el flujo se separa y hay zonas de flujo de recirculación  turbulentas con pérdidas de energía mecánica. El coeficiente de pérdida ξ para esta súbita expansión es aproximadamente igual a uno: ξ ≈ 1.0. Debido a la conservación de la masa, suponiendo una densidad constante del fluido ρ , el caudal volumétrico a través de ambas secciones transversales 1 y 2 deben ser iguales:
{\displaystyle A_{1}\,v_{1}\,=A_{2}\,v_{2}}     so     {\displaystyle v_{2}\,=\,{\frac {A_{1}}{A_{2}}}\,v_{1}.}
En consecuencia, según la ecuación de Borda-Carnot, la pérdida de energía mecánica en esta repentina expansión es:
{\displaystyle \Delta E\,=\,{\frac {1}{2}}\,\rho \,\left(1\,-\,{\frac {A_{1}}{A_{2}}}\right)^{2}\,v_{1}^{2}.}
La pérdida correspondiente de la cabeza total ΔH es:
{\displaystyle \Delta H\,=\,{\frac {\Delta E}{\rho \,g}}\,=\,{\frac {1}{2\,g}}\,\left(1\,-\,{\frac {A_{1}}{A_{2}}}\right)^{2}\,v_{1}^{2}.}
Para este caso con ξ = 1, el cambio total en la energía cinética entre las dos secciones transversales se disipa. Como resultado, el cambio de presión entre ambas secciones transversales es, para este tubo horizontal sin efectos de gravedad:
{\displaystyle \Delta p\,=\,p_{1}\,-\,p_{2}\,=\,-\,\rho \,{\frac {A_{1}}{A_{2}}}\left(1\,-\,{\frac {A_{1}}{A_{2}}}\right)\,v_{1}^{2},}
y el cambio en la altura hidráulica h  =  z  +  p / ( ρg ):
{\displaystyle \Delta h\,=\,h_{1}\,-\,h_{2}\,=\,-\,{\frac {1}{g}}\,{\frac {A_{1}}{A_{2}}}\left(1\,-\,{\frac {A_{1}}{A_{2}}}\right)\,v_{1}^{2}.}
Los signos menos, en los lados derechos, significan que la presión y la altura hidráulica son mayores después de la expansión de la tubería. Que este cambio en las presiones y las alturas hidráulicas, justo antes y después de la expansión de la tubería, se corresponda con una pérdida de energía, se hace evidente cuando se compara con los resultados del principio de Bernoulli. De acuerdo con este principio de no disipación, una reducción en la velocidad de flujo está asociada con un aumento mucho mayor en la presión que en el caso presente con pérdidas mecánicas de energía.

### Contracción repentina de un tubo

Flujo a través de una contracción repentina del diámetro del tubo, con burbujas de separación de flujo cerca de la sección transversal 3

En caso de una reducción repentina del diámetro de la tubería, sin racionalizar, el flujo no puede seguir la curva pronunciada en la tubería más estrecha. Como resultado, existe una separación de flujo, que crea zonas de separación de recirculación en la entrada del tubo más estrecho. El flujo principal se contrae entre las áreas de flujo separadas y luego se expande nuevamente para cubrir el área completa de la tubería.
No hay mucha pérdida de carga entre la sección transversal 1, antes de la contracción, y la sección transversal 3, la vena contracta en la que más se contrae el flujo principal. Pero hay pérdidas sustanciales en la expansión del flujo de la sección transversal 3 a 2. Estas pérdidas de cabeza pueden expresarse mediante el uso de la ecuación de Borda-Carnot, mediante el uso del coeficiente de contracción μ:
{\displaystyle \mu \,=\,{\frac {A_{3}}{A_{2}}},}
con A3, el área de la sección transversal en la ubicación de la contracción de flujo principal más fuerte 3, y A2 el área de la sección transversal de la parte más estrecha de la tubería. Dado que A3 ≤ A2 , el coeficiente de contracción es menor que uno:μ ≤ 1. De nuevo, se conserva la masa, por lo que los flujos de volumen en las tres secciones transversales son una constante, para la densidad constante del fluido ρ.
{\displaystyle A_{1}\,v_{1}\,=\,A_{2}\,v_{2}\,=\,A_{3}\,v_{3},}
con v1, v2 y v3 la velocidad de flujo media en las secciones transversales asociadas. Luego, de acuerdo con la ecuación de Borda-Carnot, con coeficiente de arrastre ξ = 1, la pérdida de energía E por unidad de volumen de fluido debido a la contracción de la tubería es:
{\displaystyle \Delta E\,=\,{\frac {1}{2}}\,\rho \,\left(v_{3}\,-\,v_{2}\right)^{2}\,=\,{\frac {1}{2}}\,\rho \,\left({\frac {1}{\mu }}\,-\,1\right)^{2}\,v_{2}^{2}\,=\,{\frac {1}{2}}\,\rho \,\left({\frac {1}{\mu }}\,-\,1\right)^{2}\,\left({\frac {A_{1}}{A_{2}}}\right)^{2}\,v_{1}^{2}.}
La pérdida correspondiente de la altura total ΔH se puede calcular como ΔH = ΔE/(ρg).
Según las mediciones de Weisbach , el coeficiente de contracción para una contracción de bordes afilados es aproximadamente:
{\displaystyle \mu \,=\,0.63\,+\,0.37\,\left({\frac {A_{2}}{A_{1}}}\right)^{3}.}

## Derivación del momento de equilibrio para una expansión repentina
Para una expansión repentina en una tubería, vea la figura de arriba , la ecuación de Borda-Carnot se puede derivar de la conservación de la masa y el impulso del flujo. El flujo de momento S, es decir, para el componente del momento del fluido proyectado sobre un eje paralelo al eje de la tubería, a través de una sección transversal del área A —de acuerdo con las  ecuaciones de Euler— es:
{\displaystyle S=A\,\left(\rho \,v^{2}+p\right).}
Téngase en cuenta la conservación de la masa y el impulso para un volumen de control limitado por la sección transversal 1 justo aguas arriba de la expansión, la sección transversal 2 aguas abajo de donde el flujo se vuelve a unir nuevamente a la pared de la tubería (después de la separación del flujo en la expansión), y tubo de pared. Existe la ganancia de volumen de control de momento S1 en la entrada y la pérdida S2 en la salida. Además, también existe la contribución de la fuerza F por la presión sobre el fluido ejercido por la pared de expansión, perpendicular al eje de la tubería:
{\displaystyle F=(A_{2}-A_{1})\,p_{1},}
donde se ha asumido que la presión en el punto 2 es igual a la presión aguas arriba cerca de p1 .
Haciendo las operaciones correspondientes con las dos fórmulas anteriores, el balance de impulso para el volumen de control entre las secciones transversales 1 y 2 da:
{\displaystyle S_{1}-S_{2}+F=A_{1}\,\left(\rho \,v_{1}^{2}+p_{1}\right)-A_{2}\,\left(\rho \,v_{2}^{2}+p_{2}\right)+(A_{2}-A_{1})\,p_{1}=0.}

En consecuencia, ya que por conservación de masas ρ A1 v1 = ρ A2 v2:
{\displaystyle \Delta p=p_{1}-p_{2}=-\rho \,\left({\frac {A_{1}}{A_{2}}}\,v_{1}^{2}-v_{2}^{2}\right)=-\rho \,{\frac {A_{1}}{A_{2}}}\,\left(1-{\frac {A_{1}}{A_{2}}}\right)\,v_{1}^{2},}
de acuerdo con la caída de presión Δ p en el ejemplo anterior.
La pérdida de energía mecánica Δ E es:
{\displaystyle {\begin{aligned}\Delta E&=\left(p_{1}+{\tfrac {1}{2}}\,\rho \,v_{1}^{2}\right)-\left(p_{2}+{\tfrac {1}{2}}\,\rho \,v_{2}^{2}\right)=\Delta p+{\tfrac {1}{2}}\,\rho \,\left(v_{1}^{2}-v_{2}^{2}\right)\\&=-\rho \,v_{2}\,\left(v_{1}-v_{2}\right)+{\tfrac {1}{2}}\,\rho \,\left(v_{1}^{2}-v_{2}^{2}\right)={\tfrac {1}{2}}\,\rho \,\left(v_{1}^{2}-2\,v_{1}\,v_{2}+v_{2}^{2}\right)\\&={\tfrac {1}{2}}\,\rho \,\left(v_{1}-v_{2}\right)^{2},\end{aligned}}}
que es la ecuación de Borda-Carnot con el coeficiente de pérdida empírico ξ = 1.